# Вовчанськ (пункт контролю)
50°17′16″ пн. ш. 36°56′34″ сх. д. / 50.28778° пн. ш. 36.94278° сх. д.
Вовча́нськ — пункт пропуску через державний кордон України на кордоні з Росією. Через пропускний пункт здійснюється лише залізничний вид контролю.
Розташований у Харківській області поблизу міста Вовчанськ, на перетині автошляхів Т 2104 та Т 2108. З російського боку розташований пункт пропуску «Нежеголь» у місті Шебекино Бєлгородської області.
Вид пропуску — залізничний. Статус пункту пропуску — міждержавний.
Характер перевезень — пасажирський, вантажний.
Окрім радіологічного, митного та прикордонного контролю, залізничний пункт пропуску «Вовчанськ» може здійснювати тільки ветеринарний вид контролю.